# 僕は頑張るよっ
『僕は頑張るよっ』（ぼくはがんばるよっ）は、神聖かまってちゃんが2011年に発表した楽曲。2023年9月27日にanoをボーカルに迎えデジタルシングルとしてリリースされた。

## 概要
前作『フロントメモリー feat. ACAね(ずっと真夜中でいいのに。)』から1か月ぶりのリリースとなり、2作続けてのコラボ楽曲となった。
本楽曲は、2011年8月31日発売のアルバム『8月32日へ』の収録曲で、2023年9月にanoをフィーチャリングアーティストに迎えたバージョンが同年11月15日発売予定のベスト・アルバム『聖なる交差点』に先駆けてリリースされた。

## 収録内容
| 全作詞・作曲: の子。 |                                                         |       |            |      |
| #                    | タイトル                                                | 作詞  | 作曲・編曲 | 時間 |
| 1.                   | 「僕は頑張るよっ feat. ano」                            | の子  | の子       | 5:03 |
| 2.                   | 「僕は頑張るよっ feat. ano（Instrumental）」            | の子  | の子       | 5:03 |
| 3.                   | 「僕は頑張るよっ（の子 vocal version）」(2023 Remaster) | の子  | の子       | 5:19 |
| 合計時間:            | 合計時間:                                               | 15:25 |            |      |